# 刘真 (作家)
刘真（1930年—），原名刘清莲，女，山东夏津人，中国作家，河北省文学艺术界联合会原副主席，中国作家协会河北分会原副主席。